# 窦线娘
窦线娘，清代小说《隋唐演义》中人物，夏王窦建德与曹皇后之女。窦建德与燕王罗艺交兵，窦线娘与罗艺之子罗成一见钟情。二人促成窦建德与罗艺联合对付杀死隋炀帝的宇文化及。窦线娘随罗成归附唐朝。在李世民打败窦建德後，她向李世民求情赦免其父，窦建德出家为僧。